# Belleville-breviarium

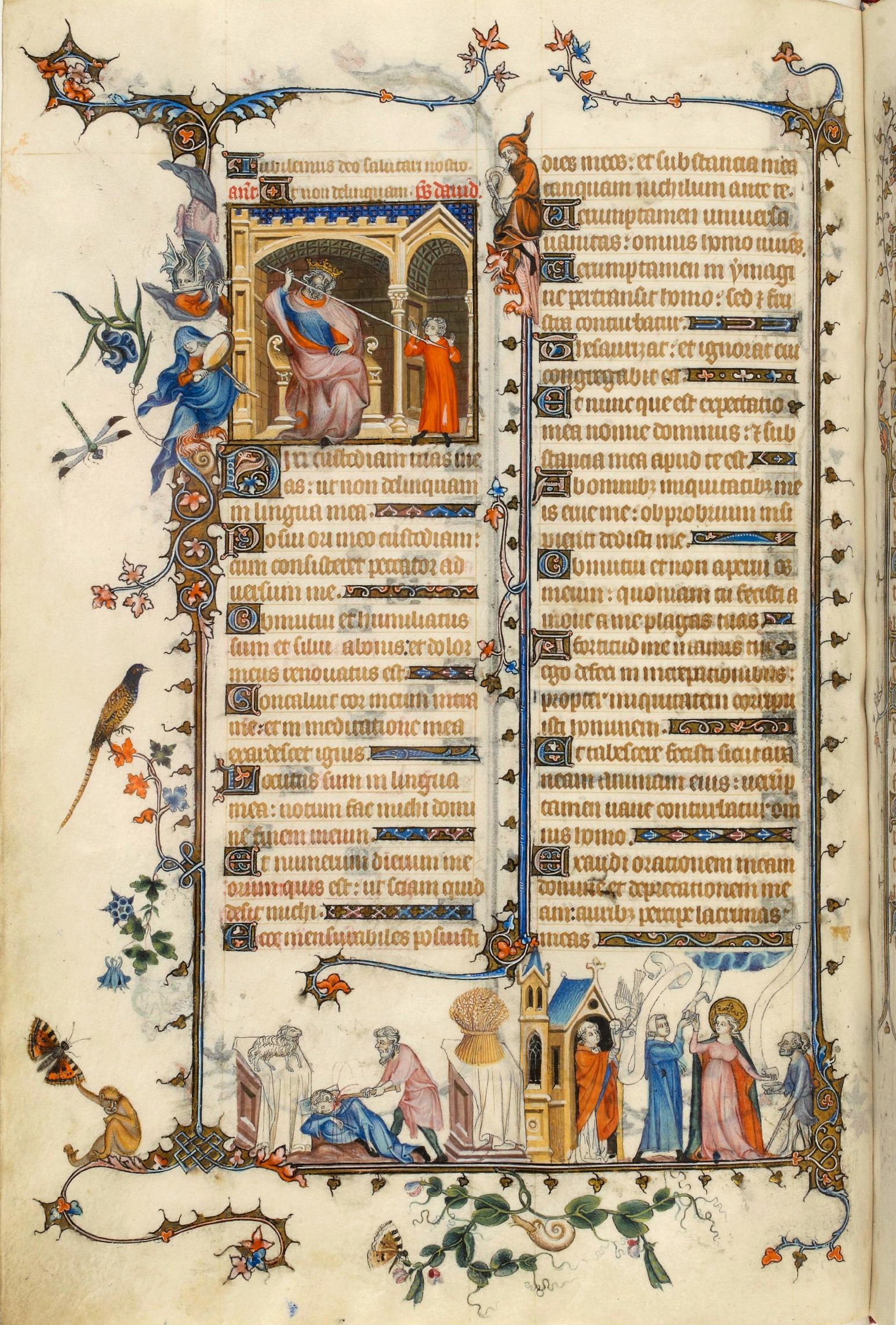
f24v, Saul en David, het sacrament van de eucharistie met als deugd Caritas en als ondeugd de eerste broedermoord: Kaïn an Abel

Het Belleville-breviarium is een brevier in twee volumes gemaakt tussen 1323 en 1326 in opdracht van een onbekende dominicanenabdij en wordt toegeschreven aan de Franse miniaturist Jean Pucelle

## Beschrijving
Het brevier is geschreven in het Latijn en volgt de dominicaanse liturgie. Het bestaat uit twee volumes met respectievelijk 446 en 432 folia. Het werd tussen 1323 en 1326 gerealiseerd door Jean Pucelle of zijn atelier in Parijs, waarschijnlijk in opdracht van een Dominicaner abdij. Het handschrift was waarschijnlijk bestemd voor Jeanne de Belleville, de echtgenote van Olivier de Clisson. Het wordt vandaag bewaard als Ms. Latin 10484 in de BnF in Parijs.

## Geschiedenis
Het boek is omstreeks 1340 in het bezit van Jeanne de Belleville. Jeannes echtgenoot Olivier de Clisson wordt in opdracht van koning Filips VI terechtgesteld op de hallen van Parijs op 2 augustus 1342. Zijn goederen worden geconfisqueerd en zo komt het handschrift terecht bij de Valois. Het duikt voor het eerst op bij Karel V in 1380 en daarna bij diens zoon Karel VI. Die schenkt het handschrift aan zijn schoonzoon Richard II van Engeland. Zijn opvolger, Hendrik IV, doet het handschrift kort na 1399 cadeau aan Jean de France, Duc de Berry. De hertog schenkt het kostbare manuscript aan zijn nicht Marie de France die priores is in het klooster van Poissy. In 1454 wordt het manuscript verworven door Marie Jouvenel des Ursins priores in hetzelfde klooster. De nichtjes van Marie Jouvenel des Ursins erven het boek en het blijft in de familie tot 1599. Uiteindelijk blijft het in het klooster van Poissy tot aan de Franse Revolutie. Bij de confiscatie van de goederen van de priorij komt het terecht in de Nationale Bibliotheek waar het nog steeds bewaard wordt.

## Codicologische gegevens
Het formaat van het handschrift is 240 x 170 mm. Het handschrift is geschreven op zeer fijn perkament. Beide volumes hebben op de sluitingen, gemaakt uit verguld zilver, emailwerk met de wapens van Belleville.
Pucelle wordt ook vernoemd in nota’s in de marge van het brevier samen met een Mahiet, een Ancelet en J. Chevrier. De best leesbare nota, in volume I op folio 33 luidt: “Mahiet J. Pucelle a baillie XX et IIIs Vid”. Hieruit blijkt dat Pucelle aan Mahiet 23 sous en 6 denieren betaald heeft, waaruit men kan afleiden dat Pucelle de supervisie had over de realisatie van het Belleville-brevier, maar het laat niet toe te besluiten wie de miniaturen maakte.

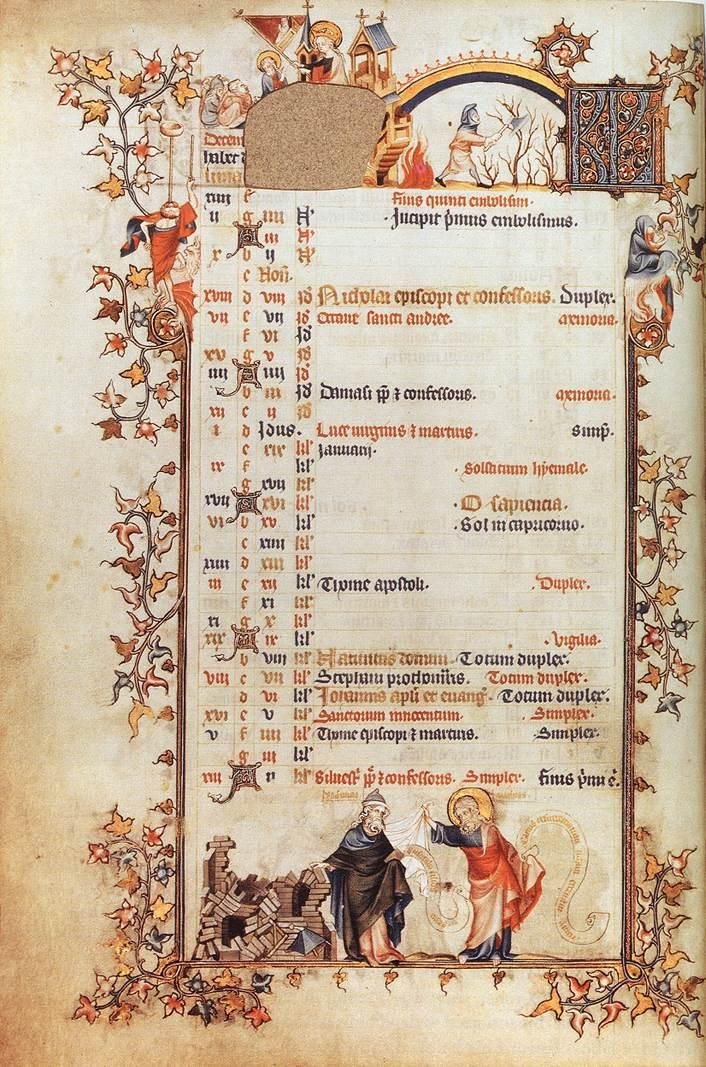
Kalenderplaat van de maand december met de vernielde synagoge

## Inhoud
Volume 1 bevatte het wintergedeelte van het brevier, volume 2 het zomergedeelte.
De tekst van het eerste volume (446 folia) wordt voorafgegaan door een Franstalige tekst die een verklaring geeft van de illustratiecyclus die werd gebruikt voor de kalender en voor de bas de pages in het psalter. Deze sectie draagt de titel: “Exposicion des ymages des figures qui sunt u kalendrier et u sautier et est propement l’acordance du veil testament et du nouvel”. In de kalender zien we voor elke maand een apostel (de vertegenwoordiger van het Nieuwe Testament) en een profeet (die staat voor het Oude Testament) zij aan zij. De profeet overhandigt aan de apostel een bedekte profetie die door de apostel verklaard wordt als een artikel van het geloof. In het handschrift luidt dit als volgt: “si que en chascun des xii mois a i des xii Apostres et i des xii Prophetes, en tel maniere que le Prophete bailie a l'Apostre une prophescie envelopie, et l’Apostre la descuevre et en fait un article”. Tegelijkertijd geeft de profeet een steen uit de synagoge aan de apostel. Op die manier wordt de synagoge van maand op maand verder afgebroken en is ze in december tot een ruïne herleid.
In het psalter (het psalter is een onderdeel van het brevier) gaat het over telkens een van de zeven sacramenten geflankeerd door een van de zeven deugden aan de rechterzijde en door een van de zeven ondeugden aan de linkerzijde. Het is zeer onwaarschijnlijk dat deze beeldcyclus door de miniaturist zelf werd bedacht. Het symbolisme is dermate theologisch dat dit zeker bedacht is door een geleerde theoloog.
Van de kalender in volume 1 blijven alleen de maanden november en december (fol. 6) over. Die worden gevolgd door het psalter (fol.7), een nota over de samenstelling en het gebruik van het brevier( fol. 88) en het ‘Eigene der heiligen’ (fol. 96) van de heilige Andreas tot de Heilge Baranabeus. Daarna volgt het ‘Gemeenschappelijke der Heiligen’ (fol. 189) en het wintergedeelte van het “Tijdeigen” (fol. 213).
In het tweede volume (432 folia) vinden we de kalender (fol. 2) waarvan slechts de maanden januari en februari zijn bewaard, het psalterium (fol.3) waarvan het eerste folio ontbreekt, het zomergedeelte ‘Tijdeigen’ (fol.81), het Ëigene der Heiligen’(fol. 218) en het ‘Gemeenschappelijke der heiligen’ (fol. 398).

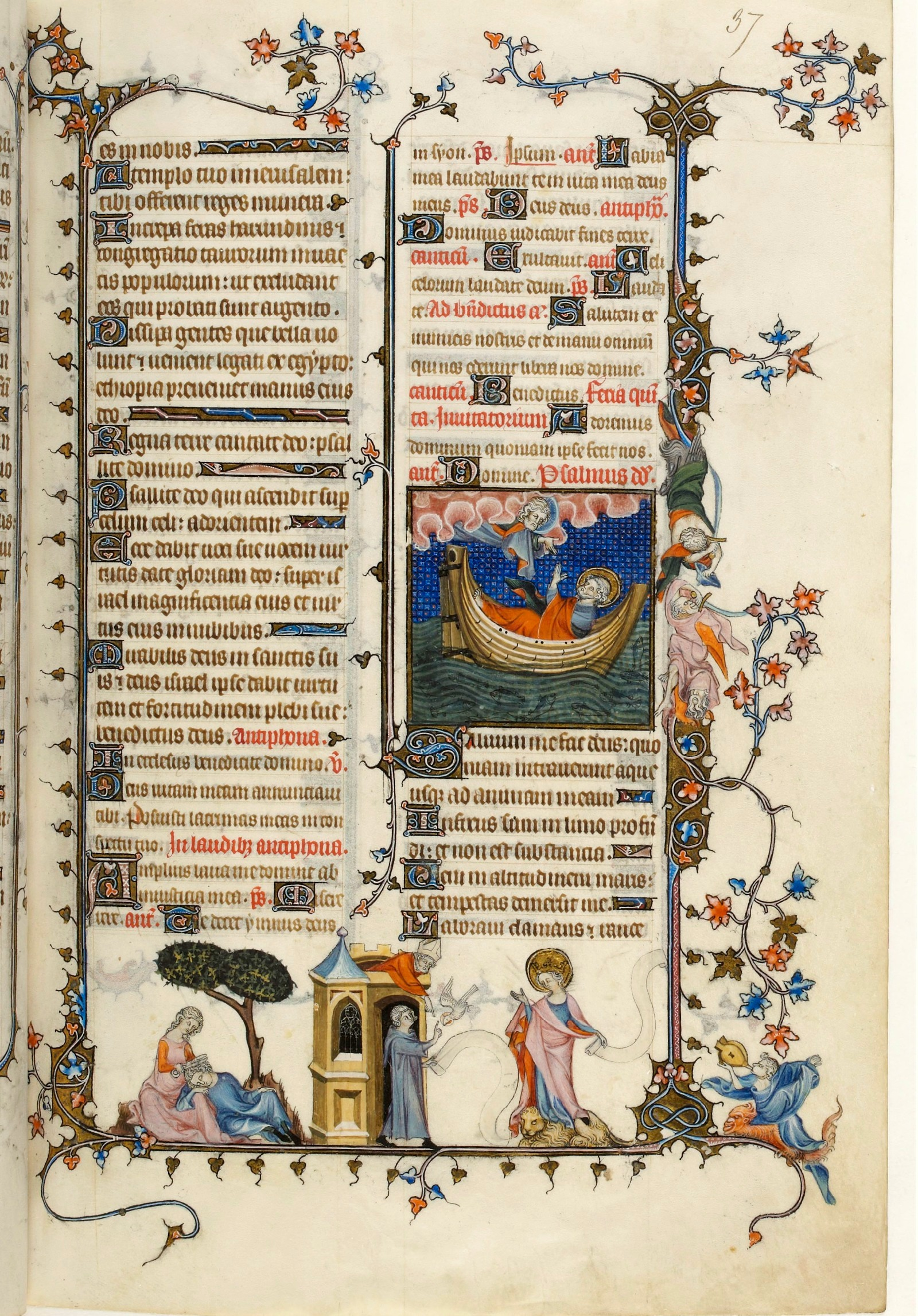
Belleville breviarium, folio 37 recto; Het vormsel met links zwakheid (Samson en Delilah) en rechts sterkte. Psalm 70

## Verluchting
De beeldcyclus uit het Belleville Breviarium werd als model gebruikt in diverse andere handschriften. Verschillende daarvan gemaakt voor opdrachtgevers die het brevier op een bepaald moment in hun bezit hadden. Een aantal voorbeelden zijn:
- Breviarium van Jeanne d’Evreux (gemaakt ca. 1330, Musée Condé ms. lat. 51)[5]
- Het getijdenboek van Jeanne de Navarre (gemaakt 1336-1340 door Jean le Noir in opdracht van Filips VI; BNF ms. lat. 3145)
- Het getijdenboek van Yolande van Vlaanderen (gemaakt in 1353 door Jean le Noir?; British Library, Yates Thompson 27)[6]
- Het breviarium van Karel V (BNF ms. lat 1052)[7]
- Het getijdenboek van Blanche de Bourgogne, gravin van Savoy (Beinecke Library ms. 390)
- De “Petites Heures” van Jean duc de Berry (1372 – 1390, Jean le Noir, Jaquemart de Hesdin, Pseudo-Jaquemart e.a.,BNF ms. lat. 18014)
- De “Grandes Heures” van Jean, duc de Berry (1409, Jaquemart de Hesdin e.a., BNF ms. lat. 919)
- Het Breviarium van Martinus II van Sicilië in de private collectie van Barones James de Rothschild, nu in de BNF, ms. Rothschild 2529

Het is mogelijk dat sommige van deze handschriften gebaseerd zijn op het Belleville brevier, maar het is veel waarschijnlijker dat Pucelle en zijn opvolgers, onder meer Jean le Noir, gebruik hebben gemaakt van dezelfde modellen.
Pucelle introduceerde een naturalistische tendens in de miniatuurkunst van de vroege 14e eeuw, door het afbeelden van meer levensechte figuren die hun emoties tonen. De scènes krijgen een levensechte soms dramatische enscenering. Pucelle introduceert ook het dieptegevoel in zijn miniaturen. Maar ook al neemt Pucelle de verworvenheden van het Italiaanse trecento over, zoals bijvoorbeeld het (primitieve) perspectief van het interieur in de miniatuur met Saul en David (fol. 24 verso), is het niet gewoon kopiëren wat hij doet. Hij integreert de vernieuwingen met zijn eigen gotiek. Zo blijft hij de nadruk leggen op de elegantie in kleding, op de gracieuze houding (de S-kurve in zijn figuren) en de verfijnde gebaren van zijn personages.
Belleville-breviarium · Breviarium-Grimani · Breviarium van Beatrijs van Assendelft · Breviarium van Isabella van Castilië · Breviarium Mayer van den Bergh · Breviarium van Margaretha van York · Breviarium van Matthias Corvinus · Breviarium van Oderisius